# Kentropyx pelviceps
Kentropyx pelviceps är en ödleart som beskrevs av den amerikanske paleontologen Edward Drinker Cope 1868. Kentropyx pelviceps ingår i släktet Kentropyx, och familjen tejuödlor. Inga underarter finns listade.

## Utbredning
Kentropyx pelviceps finns i Sydamerika, där den förekommer i Ecuador, Colombia, norra Peru, Brasilien och Bolivia.